# 車仔麺

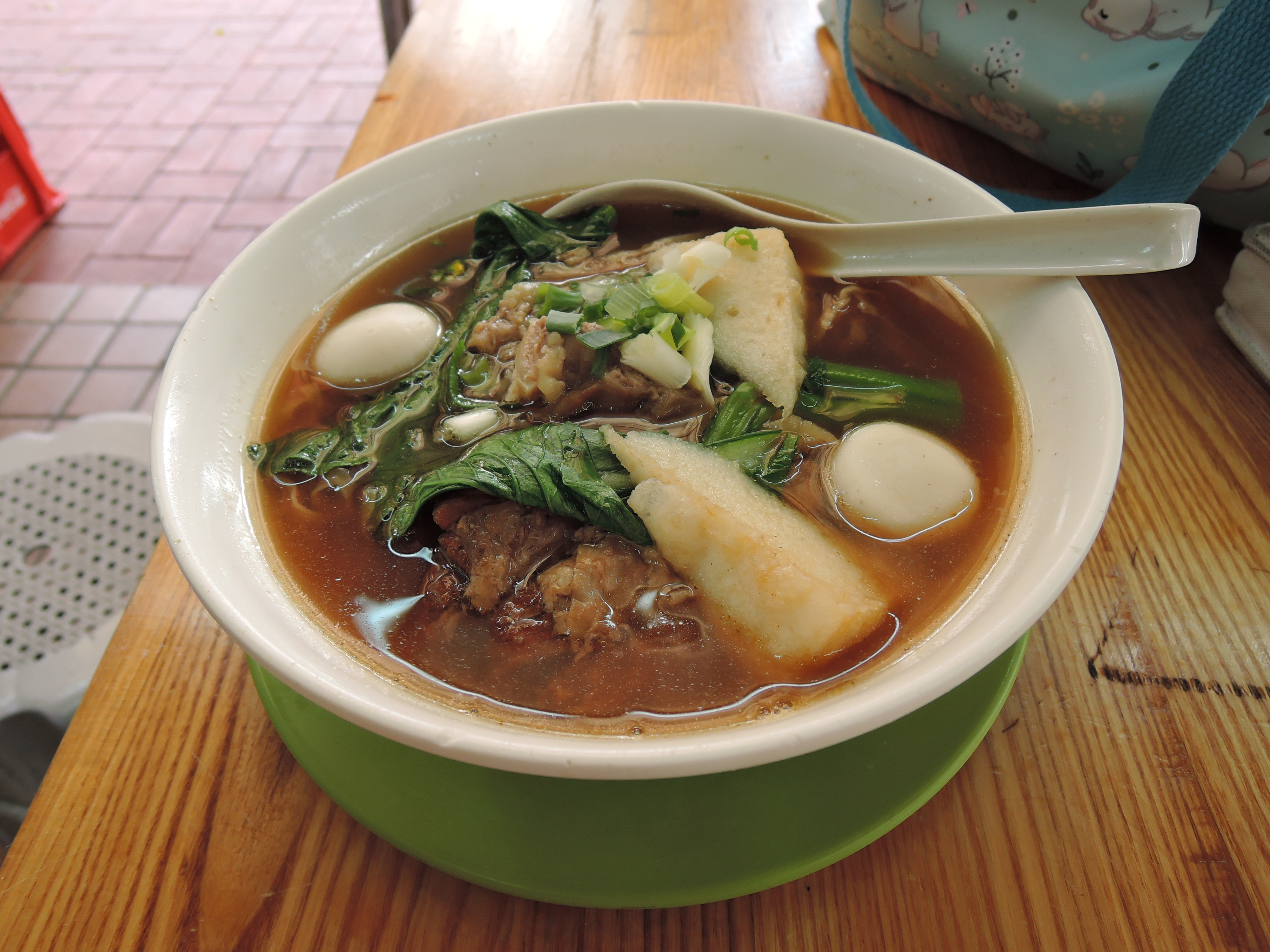
車仔麺の例

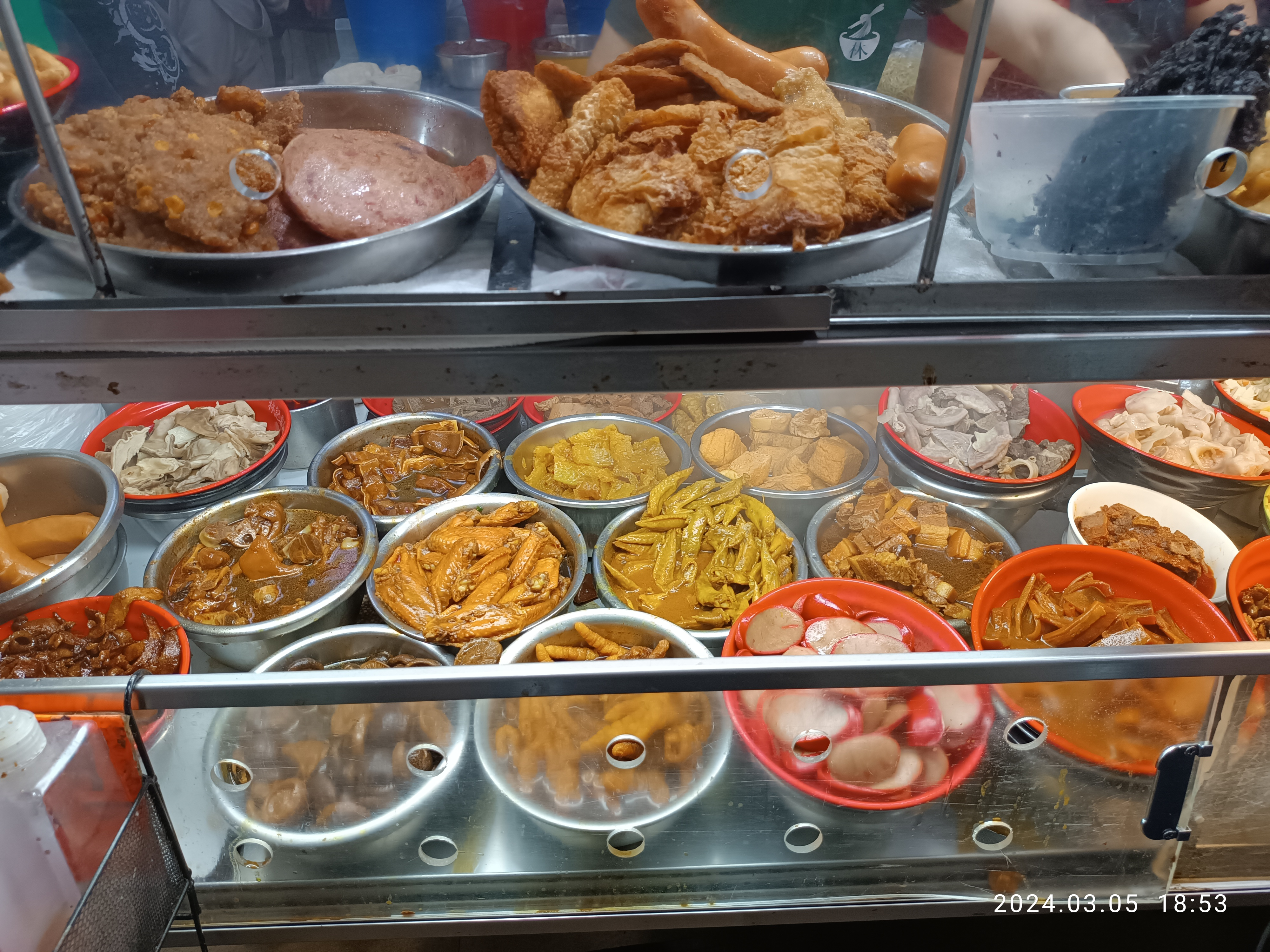
並べられている具材

車仔麺（チェーチャイミン、cart Noodles）は、香港の代表的な屋台料理。「香港独特の食文化」とも言われる。

## 概要
いろいろなスープ、麺、具材を任意に組み合わせて自分好みの1杯を作って食する。50種類の具材を用意する店もある。
全ての店で用意してあるわけではないが、どの麺、スープ、具材を選ぶか悩む客のために「お任せメニュー」が用意されていることがある。「大什」は約10種類の具材が入っており、「小什」は約8種類の具材が入る。各具材を1つずつ注文するよりも値段が安くなるため、どの店でも人気がある。

## 歴史と名称
1960年代に車仔（手押し車、リヤカー）で販売していたことから、名づけられている。調味料や塩で味付けしたスープに入れた麺の上に、くず野菜や肉を載せて売ったことが始まりといわれている。この麺料理は労働者を中心に人気を集め、以降、車仔麺を売る屋台が多く出現するようになって、香港を代表する食文化のひとつとなった。　
香港は移民の街であり、さまざまな地方から人々が集まってきている。それぞれの地方では料理の味付けも異なり、味覚の嗜好も異なる。そういった人々の味覚をそれぞれ満足させるため、麺と具材の種類をそろえて、客自らに選択させるようになったのではないかと推測されている。

## 組み合わせの例

### 麺
7種類から8種類の麺を用意している店が多い。
以下に例示する。
- 米粉 - いわゆるビーフン。
- 河粉 - ビーフンの一種でベトナムのフォーに同じ。
- 米線 - ビーフンの一種。米粉よりも細くて軟らかい。
- 瀬粉 - ビーフンの一種で米線に似る。

- 油麺 - かん水が入った中華麺で、麺は太く、丸く、ストレート。
- 幼麺 - かん水が入った中華麺で、麺は細く、やや縮れている。
- 粗麺 - 粗引きの小麦粉にかん水を入れた中華麺。麺は平たい。

- 公仔麺 - インスタントラーメンの麺。日本の出前一丁などが人気はあるが割り増し料金になることも多い。
- 烏冬麺 - うどん。
- 伊麺 - 一度揚げてから乾燥させた麺。

### 具材
潮州料理の鹵味（甘辛いしょうゆ味のたれで肉、野菜、ゆで卵を煮込んだ物）が多い。
以下に例示する。
- 牛腩 - 牛ばら肉の醤油煮
- 鹵水腩肉 - 豚ばら肉の醤油煮
- 猪腸 - 豚の大腸の醤油煮
- 鹵水蛋 - ゆで卵のしょうゆ煮
- 雞脚 - ニワトリの脚の醤油ゆ煮
- 牛脷 - 牛タンの醤油煮
- 牛柏葉 - 牛の胃袋の醤油煮
- 牛丸 - 牛肉のミートボール
- 貢丸 - 豚肉のミートボール
- 猪扒 - ポークステーキ

- 炸魚片 - 魚のフライ
- 魷魚 -イカ
- 墨魚丸 - イカのつみれ
- 鮮蝦丸 - エビのつみれ
- 猪腰 - 豚の腎臓
- 龍蝦球 - 伊勢エビのつみれ
- 魚餃 - 魚のすり身のワンタン
- 炸雲呑 - 揚げワンタン

- 豆卜 - 丸い油揚げ
- 紫菜 - 海苔
- 腐皮 - 湯葉
- 餐肉 - ランチョンミート
- 腐巻 - かまぼこの湯葉巻き

- 炸菜肉絲 - ザーサイと細切り豚肉の炒め
- 雪菜肉砕 - 高菜と豚ひき肉の炒め
- 雪菜雞絲 - 高菜と細切り鳥肉の炒め
- 火腿 - 中華ハム
- 芝士腸 - チーズ入りソーセージ
- 蟹柳 - カニカマ

### スープ
- 辣汁 - スパイシーなスープ
- 鹵水汁 - 甘辛い醤油味
- 清湯
- 牛腩汁 - 牛ばら肉を煮込んだスープ

なお、スープを一日中煮込んでいる店が多いため、閉店間際のほうがスープは濃厚になる傾向がある。